# Ria Aartsen-den Harder
Maria (Ria) Aartsen-den Harder (Voorburg, 1946) is een Nederlands politicus van het CDA.
Hoewel geboren in Voorburg groeide ze op in Den Haag. Na de mulo ging ze naar de kweekschool waarna ze onder andere in Gouderak les ging geven. In 1971 verhuisde ze naar de Gelderse plaats Vorden waar ze in 1982 gemeenteraadslid werd en niet veel later ook fractievoorzitter. In 1989 werd ze daar wethouder wat ze tot 1998 zou blijven. In 1999 werd Aartsen-den Harder lid van de Provinciale Staten van Gelderland waar ze sinds 2007 plaatsvervangend voorzitter is. Vanaf begin 2009 was ze ruim een jaar wethouder in Brummen ter vervanging van de eerst zieke en later overleden wethouder Dick ter Maat. 
Vanaf september 2010 was ze bijna een jaar waarnemend burgemeester van Putten. Na de verkiezingen van maart 2011 kwam ze niet meer terug in de Provinciale Staten van Gelderland. Daarna werd ze vice-voorzitter van de CDA Senioren.